# Milan Katić
Milan Katić (em sérvio:  Милан Катић, Belgrado, 22 de outubro de 1993) é um jogador de voleibol indoor sérvio que atua na posição de ponteiro.

## Carreira

### Clube
Katić começou sua carreira profissional atuando pelo Vojvodina Novi Sad, clube de seu país natal, de 2009 a 2015, com a qual conquistou três títulos da Copa da Sérvia e o título da Taça Challenge de 2014–15, sendo o maior pontuador na partida final contra o Sport Lisboa e Benfica, com 17 pontos.
Em 2015 assinou um contrato de dois anos com o polonês PGE Skra Bełchatów, porém foi emprestado ao Galatasaray HDI Istanbul para atuar no voleibol turco na temporada 2015–16, enquanto na temporada seguinte foi emprestado ao Łuczniczka Bydgoszcz para atuar no voleibol polonês novamente.
Em 2017 finalmente atua pelo PGE Skra Bełchatów, mantendo vínculo com o clube por quatro anos, conquistando um Campeonato Polonês e duas Supercopas Polonesa. Em 2021 o ponteiro iniciou a temporada pelo LUK Lublin, mas em novembro do mesmo ano rescindiu contrato com o clube em mútuo acordo, disputando o restante da temporada pelo Vero Volley Monza, conquistado o título da Taça Challenge de 2021–22. No final do ano, Katić se transferiu para o voleibol russo para disputar a temporada 2022–23 pelo Gazprom-Ugra Surgut.

### Seleção
Pelas categorias de base, Katić conquistou dois títulos no ano de 2011: o Campeonato Europeu Sub-19 e o Campeonato Mundial Sub-19.
Estreou na seleção adulta sérvia pela Liga Mundial de 2014, onde a seleção sérvia terminou na 7ª colocação; enquanto na edição de 2016 se sagrou campeão ao derrotar a seleção brasileira por 3 sets a 0.
Em 2017 conquista a medalha de bronze no Campeonato Europeu e no ano seguinte perde a disputa do terceiro lugar para a seleção norte-americana no Campeonato Mundial de 2018.

## Títulos
Vojvodina Novi Sad
- Copa da Sérvia: 2009–10, 2011–12, 2014–15

- Taça Challenge: 2014–15

PGE Skra Bełchatów
- Campeonato Polonês: 2017–18

- Supercopa Polonesa: 2017, 2018

Vero Volley Monza
- Taça CEV: 2021–22

## Clubes
| Anos      | Clube                    |
| --------- | ------------------------ |
| 2009–2015 | Vojvodina Novi Sad       |
| 2015–2016 | Galatasaray HDI Istanbul |
| 2016–2017 | Łuczniczka Bydgoszcz     |
| 2017–2021 | PGE Skra Bełchatów       |
| 2021–2021 | LUK Lublin               |
| 2021–2022 | Vero Volley Monza        |
| 2022–     | Gazprom-Ugra Surgut      |